# Pachycondyla novemdentata
Pachycondyla novemdentata är en myrart som först beskrevs av Bernard 1953.  Pachycondyla novemdentata ingår i släktet Pachycondyla och familjen myror. Inga underarter finns listade i Catalogue of Life.